# گریس جکسون
گریس جکسون (انگلیسی: Grace Jackson؛ زادهٔ ۱۴ ژوئن ۱۹۶۱) دونده اهل جامائیکا است.